# Kieskring Vlaams-Brabant
De provincie Vlaams-Brabant vormt sinds 2004 een kieskring voor de verkiezingen van het Vlaams Parlement en, sinds het Vlinderakkoord van 2012, ook voor de Kamer van volksvertegenwoordigers.

## Structuur
| Vlaams-Brabant   | Vlaams-Brabant   | Supranationaal         | Nationaal                         | Nationaal                         | Gemeenschap              | Gewest                   | Provincie                | Arrondissement         | Provinciedistrict                       | Kanton                 | Gemeente        |
| ---------------- | ---------------- | ---------------------- | --------------------------------- | --------------------------------- | ------------------------ | ------------------------ | ------------------------ | ---------------------- | --------------------------------------- | ---------------------- | --------------- |
| Administratief   | Niveau           | Europese Unie          | België                            | België                            | Vlaanderen               | Vlaanderen               | Vlaams-Brabant           | Leuven Halle-Vilvoorde | Leuven Halle-Vilvoorde                  | Leuven Halle-Vilvoorde | 65              |
| Administratief   | Bestuur          | Europese Commissie     | Belgische regering                | Belgische regering                | Vlaamse regering         | Vlaamse regering         | Deputatie                | Deputatie              | Deputatie                               | Deputatie              | Gemeentebestuur |
| Administratief   | Raad             | Europees Parlement     | Kamer van volksvertegenwoordigers | Kamer van volksvertegenwoordigers | Vlaams Parlement         | Vlaams Parlement         | Provincieraad            | Provincieraad          | Provincieraad                           | Provincieraad          | Gemeenteraad    |
| Kiesomschrijving | Kiesomschrijving | Nederlands Kiescollege | Kieskring Vlaams-Brabant          | Kieskring Vlaams-Brabant          | Kieskring Vlaams-Brabant | Kieskring Vlaams-Brabant | Kieskring Vlaams-Brabant | Leuven Halle-Vilvoorde | Leuven, Diest, Tienen, Halle, Vilvoorde | 14                     | 65              |
| Verkiezing       | Verkiezing       | Europese               | Federale                          | Federale                          | Vlaamse                  | Vlaamse                  | Provincieraads-          | Provincieraads-        | Provincieraads-                         | Provincieraads-        | Gemeenteraads-  |

## Resultaten

### Provincieraad
Voor de Provincieraad verkiezen de inwoners van de provincie 36 leden, tot 2018 waren dit er 72 en tot 2012 waren dit er 84. De kieskring bestaat uit 2 kiesarrondissementen, met name Halle-Vilvoorde en Leuven. Deze arrondissementen vormen 2 provinciedistricten.
| kiesarrondissement | provinciedistrict | zetels |
| ------------------ | ----------------- | ------ |
| VLAAMS-BRABANT     | VLAAMS-BRABANT    | 36     |
| Halle-Vilvoorde    | Halle-Vilvoorde   | 20     |
| Leuven             | Leuven            | 16     |

#### Provincieraadsverkiezingen sinds 1994
| Partij of kartel    | Partij of kartel                      | 1994   | 1994  | 2000   | 2000  | 2006   | 2006 | 2012   | 2012 | 2018  | 2018 | 2024  | 2024 |
| % Stemmen \| Zetels | % Stemmen \| Zetels                   | %      | 75    | %      | 84    | %      | 84   | %      | 72   | %     | 36   | %     | 36   |
| ------------------- | ------------------------------------- | ------ | ----- | ------ | ----- | ------ | ---- | ------ | ---- | ----- | ---- | ----- | ---- |
|                     | CVP1 / CD&V2 / CD&V-N-VA3             | 27,691 | 23    | 23,871 | 22    | 29,353 | 25   | 19,502 | 15   | 17,62 | 7    | 17,92 | 7    |
|                     | VLD 1/ VLD-Vivant 2/ Open VLD3        | 19,931 | 17    | 24,551 | 21    | 19,202 | 17   | 16,803 | 13   | 15,43 | 5    | 10,73 | 4    |
|                     | SP 1/ sp.a-Spirit2 / sp.a3 / Vooruit4 | 16,681 | 13    | 14,241 | 12    | 16,202 | 14   | 12,103 | 8    | 9,03  | 3    | 12,83 | 5    |
|                     | Agalev1 / Groen!2 / Groen3            | 8,591  | 6     | 9,661  | 8     | 8,492  | 7    | 9,603  | 7    | 15,13 | 6    | 10,13 | 3    |
|                     | UF                                    | 7,11   | 5     | 6,91   | 6     | 7,95   | 6    | 7,10   | 5    | 5,4   | 2    | 6,0   | 2    |
|                     | Vlaams Blok1 / Vlaams Belang1         | 9,021  | 6     | 11,991 | 10    | 18,222 | 15   | 6,702  | 5    | 8,62  | 3    | 12,92 | 5    |
|                     | PVDA1 / PVDA+2                        | 0,701  | 0     | 0,591  | 0     | 0,322  | 0    | 1,202  | 0    | 2,31  | 0    | 3,81  | 0    |
|                     | N-VA                                  | -      |       | -      |       | -      |      | 25,80  | 19   | 25,3  | 10   | 24,7  | 10   |
|                     | VU1 / VU&ID2                          | 6,801  | 5     | 6,672  | 5     | -      |      | -      |      | -     |      | -     |      |
|                     | Vivant                                | -      |       | 1,51   | 0     | -      |      | -      |      | -     |      | -     |      |
|                     | ROSSEM                                | 0,29   | 0     | -      |       | -      |      | -      |      | -     |      | -     |      |
|                     | W.O.W.                                | 1,52   | 0     | -      |       | -      |      | -      |      | -     |      | -     |      |
|                     | Anderen(*)                            | 1,71   |       | -      |       | 0,27   |      | 1,20   |      | 1,2   |      | 1,1   |      |
| Opkomst             | Opkomst                               | 93,15  | 93,15 | 92,52  | 92,52 | (**)   | (**) | (**)   | (**) | (**)  | (**) | (**)  | (**) |
| Blanco/ongeldig     | Blanco/ongeldig                       | 8,31   | 8,31  | 5,37   | 5,37  | (**)   | (**) | (**)   | (**) | (**)  | (**) | (**)  | (**) |

(*)1994: NF (0,55%), VVP (0,44%), UNIE (0,23%), B.E.B. (0,22%), N.W.P. (0,2%), SD (0,07%) /  2006: Nieuwe Partij (0,27%) / 2012: Piratenpartij (0,4%), BELG-UNIE (0,8%) / 2018: PRO Vlaanderen (0,5%), BUB Belgische Unie (0,4%), VOLUIT RESPECT! (0,3%) / 2024: Team Fouad Ahidar (1,0%), BUB (0,1%)
Verkozenen 2006:
| CD&V-N-VA: 1. Albert Absillis 2. Sonja Becq 3. Dirk Claes 4. Ingrid Claes 5. Manu Claes 6. Rik De Baerdemaeker 7. Tom Dehaene 8. Mark Demesmaeker 9. Michel Doomst 10. Mark Eyskens 11. An Hermans 12. Vic Laurys 13. Jean-Pol Olbrechts 14. Herman Pelgrims 15. Kris Poelaert 16. Etienne Schouppe 17. Anne Sobrie 18. Monique Swinnen 19. Chris Taes 20. Christiane Vanautgaerden-Vanneck 21. Annita Vandebroeck 22. Lieve Vanlinthout 23. Eric Van Rompuy 24. Marc Wynants 25. Elke Zelderloo | VLD-Vivant: 1. Willy Cortois 2. Julien Dekeyser 3. Irina De Knop 4. Stef Goris 5. Roger Heyvaert 6. Chris Kindekens 7. Wiske Ockerman 8. Jaak Pijpen 9. Eddy Poffé 10. Ann Schevenels 11. Audrey Valkeniers-van Zyl 12. Joël Van der Elst 13. Jo Vanderstraeten 14. Jan Vangramberen 15. Hilde Van Overstraeten 16. Christel Verlinden 17. Walter Zelderloo | Vlaams Belang: 1. Eliane Anseeuw-Trogh 2. Ben Bessemans 3. Nico Creces 4. Filip De Man 5. Steven Dupont 6. Marleen Fannes 7. Hagen Goyvaerts 8. Wouter Jeanfils 9. Gust Herckens 10. Jan Laeremans 11. Willy Smout 12. Odette Van Brusselen 13. Nele Van der Brulle 14. Robert Van der Stappen 15. Joris Van Hauthem | sp.a-spirit: 1. Stijn Bex 2. Arlette Caes 3. Peter Corens 4. Toine De Coninck 5. Mia De Vits 6. Marc Florquin 7. Karin Jiroflée 8. Fatima Lamarti 9. Martine Lemonnier 10. Marcel Logist 11. René Swinnen 12. Bruno Tobback 13. Louis Tobback 14. Frank Vandenbroucke | Groen!: 1. Magda Aelvoet 2. Luc Debraekeleer 3. Betty Kiesekoms 4. Bernadette Stassens 5. Toon Toelen 6. Leentje Van Aken 7. Willy Vanderstappen UF: 1. Véronique Caprasse 2. Georges Clerfayt 3. Michel Dandoy 4. Eléonore de Bergeyck-de Moerloose 5. Damien Thiéry 6. François van Hoobrouck d'Aspre |

Verkozenen 2012:
| N-VA: 1. Inez De Coninck 2. Linda De Dobbeleer-Van den Eede 3. Johan De Haes 4. Mark Demesmaeker 5. Lucia Dewolfs 6. Diederik Dunon 7. Theo Francken 8. Liselore Fuchs 9. Lena Ghysels 10. Martine Janssens 11. Hilde Kaspers 12. Rita Keymolen-Malfroy 13. Erik Rennen 14. Willy Segers 15. Nadia Sminate 16. Guy Uyttersprot 17. Sonia Van Laere 18. Elke Wouters 19. Ben Weyts | CD&V: 1. Dirk Claes 2. Ingrid Claes 3. Manu Claes 4. Jozef De Borger 5. Tom Dehaene 6. Michel Doomst 7. An Hermans 8. Kris Poelaert 9. Monique Swinnen 10. Marianne Thyssen 11. Lieve Vanlinthout 12. Eric Van Rompuy 13. Geertrui Van Rompuy-Windels 14. Marc Wynants 15. Elke Zelderloo | Open Vld: 1. Patricia Ceysens 2. Maggie De Block 3. Julien Dekeyser 4. Irina De Knop 5. Steven Elpers 6. Roger Heyvaert 7. Vera Meulemans 8. Corinne Olbrechts 9. Jaak Pijpen 10. Eddy Poffé 11. Gwendolyn Rutten 12. Joël Vander Elst 13. Walter Zelderloo sp.a: 1. Karin Jiroflée 2. Fatima Lamarti 3. Martine Lemonnier 4. Marcel Logist 5. Bruno Tobback 6. Louis Tobback 7. Tom Troch 8. Denis Vandevoort | Groen: 1. Stef Boogaerts 2. Eva Brems 3. Luc Debraekeleer 4. Tie Roefs 5. Sarah Sneyers 6. Bernadette Stassens 7. Erik Torbeyns Vlaams Belang: 1. Nico Creces 2. Daniël Fonteyne 3. Jan Laeremans 4. Willy Smout 5. Joris Van Hauthem UF: 1. Nicole Geerseau-Desmet 2. Frédéric Petit 3. Philippe Thiéry 4. François van Hoobrouck d'Aspre 5. Sophie Wilmès |

Verkozenen 2018:
| N-VA: 1. Gunther Coppens 2. Linda De Dobbeleer-Van den Eede 3. Lucia Dewolfs 4. Tine Eerlingen 5. Theo Francken 6. Lena Ghysels 7. Hilde Kaspers 8. Bart Nevens 9. Ben Weyts 10. Elke Wouters CD&V: 1. Tom Dehaene 2. Michel Doomst 3. Koen Geens 4. Kris Poelaert 5. Monique Swinnen 6. Marc Wynants 7. Elke Zelderloo | Groen: 1. Magda Aelvoet 2. Stef Boogaerts 3. Stefanie De Bock 4. Noor Mousaid 5. Tie Roefs 6. Sarah Sneyers Open Vld: 1. Maggie De Block 2. Ella De Neve 3. Gwendolyn Rutten 4. Ann Schevenels 5. Walter Zelderloo | Vlaams Belang: 1. Jan Laeremans 2. Klaas Slootmans 3. Willy Smout sp.a: 1. Marc Florquin 2. Fatima Lamarti 3. Louis Tobback UF: 1. Françoise De Vleeschouwer 2. Sophie Wilmès |

Verkozenen 2024:
| N-VA: 1. Gunther Coppens 2. Linda De Dobbeleer-Van den Eede 3. Lucia Dewolfs 4. Sanne Eeckelers 5. Tine Eerlingen 6. Theo Francken 7. Lena Ghysels 8. Bart Nevens 9. Joris Van den Cruijce 10. Ben Weyts CD&V: 1. Karin Brouwers 2. Tom Dehaene 3. Koen Geens 4. Sammy Mahdi 5. Kris Poelaert 6. Marc Wynants 7. Elke Zelderloo | Vlaams Belang: 1. An De Bolle 2. Joris De Vriendt 3. Luk Raekelboom 4. Eddy Longeval 5. Vanessa Spiritus Vooruit: 1. Marc Florquin 2. Fatima Lamarti 3. Louis Tobback 4. Frank Vandenbroucke 5. Bieke Verlinden | Open Vld: 1. Eva De Bleeker 2. Ella De Neve 3. Gwendolyn Rutten 4. Ann Schevenels Groen: 1. Barbara de Bakker 2. Tie Roefs 3. Hanna Van Steenkiste UF: 1. Françoise De Vleeschouwer 2. Frédéric Petit |

### Vlaams Parlement
Voor het Vlaams Parlement verkiezen inwoners van de provincie 21 van de 124 leden. De kieskring is in 2004 ontstaan door de samenvoeging van de arrondissementele kieskringen Halle-Vilvoorde en Leuven.
| Vlaams-Brabant | Vlaams-Brabant                  | 2004   | 2004   | 2009   | 2009   | 2014   | 2014   | 2019   | 2019   | 2024   | 2024   |
| Partij         | Partij                          | %      | Zetels | %      | Zetels | %      | Zetels | %      | Zetels | %      | Zetels |
| -------------- | ------------------------------- | ------ | ------ | ------ | ------ | ------ | ------ | ------ | ------ | ------ | ------ |
|                | CD&V-N-VA1 / CD&V2              | 23,511 | 5      | 18,812 | 4      | 17,112 | 4      | 13,042 | 3      | 12,512 | 3      |
|                | VLD-Vivant1 / Open Vld2         | 21,051 | 4      | 15,662 | 4      | 19,232 | 4      | 15,612 | 3      | 12,192 | 3      |
|                | sp.a-Spirit1 / sp.a2 / Vooruit3 | 17,251 | 4      | 14,852 | 3      | 12,272 | 2      | 9,502  | 2      | 13,253 | 3      |
|                | PVDA                            | 0,43   | -      | 0,85   | -      | 1,76   | -      | 4,61   | -      | 8,09   | 1      |
|                | Vl.Blok1 / Vl.Belang2           | 21,561 | 5      | 12,562 | 3      | 4,402  | -      | 13,262 | 3      | 17,472 | 4      |
|                | Groen                           | 8,18   | 1      | 7,71   | 1      | 9,35   | 2      | 12,22  | 3      | 8,13   | 2      |
|                | UF                              | 6,52   | 1      | 7,00   | 1      | 5,01   | 1      | 4,10   | -      | 2,82   | -      |
|                | N-VA                            | -      | -      | 14,51  | 3      | 29,43  | 7      | 25,78  | 6      | 23,27  | 5      |
|                | LDD                             | -      | -      | 6,47   | 1      | -      | -      | -      | -      | -      | -      |
|                | SLP                             | -      | -      | 1,03   | -      | -      | -      | -      | -      | -      | -      |
|                | Anderen(*)                      | 0,89   |        | 0,91   |        | 1,44   |        | 1,88   |        | 2,28   |        |

 (*) 2004: BUB (0,55%), SoLiDe (0,20%), FN (0,14%) / 2009: Belg.Alliantie (0,38%), Vrijheid (0,29%), LSP (0,24%) / 2014: Piratenpartij (0,80%), GENOEG (0,20%), ROSSEM (0,19%), VCP (0,15%), ROEL (0,10%) / 2019: DierAnimal (1,28%), PRO (0,60%) / 2024: Voor U (1,25%), Partij vr de Bomen (0,52%), Volt Europa (0,51%)
Verkozenen 2004:
| CD&V-N-VA: 1. Tom Dehaene 2. Mark Demesmaeker 3. Jan Laurys 4. Trees Merckx-Van Goey 5. Eric Van Rompuy Vlaams Blok: 1. Filip De Man 2. An Michiels 3. Felix Strackx 4. Roland Van Goethem 5. Joris Van Hauthem | sp.a-spirit: 1. Else De Wachter 2. Marcel Logist 3. Bruno Tobback 4. Frank Vandenbroucke VLD-Vivant: 1. Patricia Ceysens 2. Dominique Guns 3. Herman Schueremans 4. Francis Vermeiren Groen!: 1. Eloi Glorieux UF: 1. Christian Van Eyken |

Verkozenen 2009:
| CD&V: 1. Karin Brouwers 2. Tom Dehaene 3. Jan Laurys 4. Eric Van Rompuy Open Vld: 1. Patricia Ceysens 2. Irina De Knop 3. Gwenny De Vroe 4. Herman Schueremans sp.a: 1. Mia De Vits 2. Marcel Logist 3. Frank Vandenbroucke | Vlaams Belang: 1. An Michiels 2. Felix Strackx 3. Joris Van Hauthem N-VA: 1. Mark Demesmaeker 2. Tine Eerlingen 3. Willy Segers LDD: 1. Peter Reekmans Groen!: 1. Hermes Sanctorum UF: 1. Christian Van Eyken |

Verkozenen 2014:
| N-VA: 1. Piet De Bruyn 2. Lieve Maes 3. Bart Nevens 4. Lorin Parys 5. Willy Segers 6. Nadia Sminate 7. Ben Weyts Open Vld: 1. Rik Daems 2. Jo De Ro 3. Gwenny De Vroe 4. Gwendolyn Rutten | CD&V: 1. Karin Brouwers 2. Michel Doomst 3. Katrien Partyka 4. Peter Van Rompuy sp.a: 1. Katia Segers 2. Bruno Tobback Groen: 1. An Moerenhout 2. Hermes Sanctorum UF: 1. Christian Van Eyken |

Verkozenen 2019:
| N-VA: 1. Allessia Claes 2. Piet De Bruyn 3. Inez De Coninck 4. Lorin Parys 5. Nadia Sminate 6. Ben Weyts Open Vld: 1. Gwenny De Vroe 2. Gwendolyn Rutten 3. Maurits Vande Reyde CD&V: 1. Karin Brouwers 2. Katrien Partyka 3. Peter Van Rompuy | Groen: 1. Ann De Martelaer 2. An Moerenhout 3. Chris Steenwegen Vlaams Belang: 1. Jan Laeremans 2. Klaas Slootmans 3. Suzy Wouters sp.a: 1. Katia Segers 2. Bruno Tobback |

Verkozenen 2024:
| N-VA: 1. Arnout Coel 2. Katrien Houtmeyers 3. Nadia Sminate 4. Ine Tombeur 5. Ben Weyts Vlaams Belang: 1. Frédéric Erens 2. Jan Laeremans 3. Klaas Slootmans 4. Suzy Wouters Vooruit: 1. Hans Bonte 2. Katia Segers 3. Bieke Verlinden | CD&V: 1. Katrien Partyka 2. Kris Poelaert 3. Peter Van Rompuy Open Vld: 1. Eva De Bleeker 2. Gwendolyn Rutten 3. Maurits Vande Reyde Groen: 1. Aimen Horch 2. Eva Platteau PVDA: 1. Line De Witte |

### Federale verkiezingen
Pas sinds het Vlinderakkoord in 2012, waarbij het arrondissement Brussel-Halle-Vilvoorde definitief werd gesplitst, werd Vlaams-Brabant een provinciale kieskring, met name de kieskring Vlaams-Brabant. In 2014 werden er voor het eerst op dit niveau Kamerverkiezingen gehouden.

#### Kamerverkiezingen sinds 2014
| Partij of kartel    | Partij of kartel    | 2014   | 2014  | 2019  | 2019  | 2024   | 2024  |
| % Stemmen \| Zetels | % Stemmen \| Zetels | %      | 15    | %     | 15    | %      | 15    |
| ------------------- | ------------------- | ------ | ----- | ----- | ----- | ------ | ----- |
|                     | CD&V                | 16,53  | 3     | 13,73 | 2     | 13,04  | 2     |
|                     | N-VA                | 28,37  | 5     | 28,08 | 5     | 25,52  | 4     |
|                     | sp.a1 / Vooruit2    | 11,961 | 2     | 9,471 | 1     | 13,692 | 2     |
|                     | Open Vld            | 25,05  | 4     | 15,39 | 3     | 11,68  | 2     |
|                     | FDF1 / DéFI2        | 2,271  | 0     | 2,042 | 0     | -      |       |
|                     | Vlaams Belang       | 4,25   | 0     | 13,46 | 2     | 16,65  | 3     |
|                     | Groen               | 8,70   | 1     | 11,83 | 2     | 8,01   | 1     |
|                     | PVDA+1 / PVDA2      | 1,861  | 0     | 4,782 | 0     | 8,042  | 1     |
|                     | Anderen(*)          | 1,00   |       | 1,23  |       | 3,37   |       |
| Opkomst             | Opkomst             | 87,60  | 87,60 | 87,10 | 87,10 | 87,54  | 87,54 |
| Blanco/ongeldig     | Blanco/ongeldig     | 4,77   | 4,77  | 4,83  | 4,83  | 4,66   | 4,66  |

 (*) 2014: BUB-Belg.Unie (0,38%), PP (0,34%), ROSSEM (0,28%) / 2019: BUB Belgische Unie (0,65%), PRO (0,58%) / 2024: Voor U (1,39%), Partij BLANCO (0,96%), Belg.Unie-BUB (0,57%), l'Unie (0,45%) 

Verkozenen 2014:
| N-VA: 1. Inez De Coninck 2. Theo Francken 3. Jan Spooren 4. Kristien Van Vaerenbergh 5. Hendrik Vuye Open Vld: 1. Patricia Ceysens 2. Maggie De Block 3. Luk Van Biesen 4. Tim Vandenput | CD&V: 1. Sonja Becq 2. Koen Geens 3. Eric Van Rompuy sp.a: 1. Hans Bonte 2. Karin Jiroflée Groen: 1. Anne Dedry |

Verkozenen 2019:
| N-VA: 1. Theo Francken 2. Katrien Houtmeyers 3. Darya Safai 4. Jan Spooren 5. Kristien Van Vaerenbergh Open Vld: 1. Maggie De Block 2. Goedele Liekens 3. Tim Vandenput | CD&V: 1. Koen Geens 2. Els Van Hoof Groen: 1. Jessika Soors 2. Dieter Van Besien Vlaams Belang: 1. Katleen Bury 2. Dries Van Langenhove sp.a: 1. Karin Jiroflée |

Verkozenen 2024:
| N-VA: 1. Eva Demesmaeker 2. Theo Francken 3. Darya Safai 4. Kristien Van Vaerenbergh Vlaams Belang: 1. Katleen Bury 2. Britt Huybrechts 3. Kurt Moons Vooruit: 1. Fatima Lamarti 2. Frank Vandenbroucke | CD&V: 1. Sammy Mahdi 2. Els Van Hoof Open Vld: 1. Irina De Knop 2. Kjell Vander Elst PVDA: 1. Kemal Bilmez Groen: 1. Dieter Van Besien |